# Vaccinium alaskaense
Vaccinium alaskaense är en ljungväxtart som beskrevs av Howell. Vaccinium alaskaense ingår i Blåbärssläktet, och familjen ljungväxter. Inga underarter finns listade i Catalogue of Life.